# Tucson Roadrunners
Tucson Roadrunners je profesionální americký klub ledního hokeje, který sídlí v Tucsonu ve státě Arizona. Do AHL vstoupil v ročníku 2016/17 a hraje v Pacifické divizi v rámci Západní konference. Své domácí zápasy odehrává v hale Tucson Convention Center s kapacitou 6 791 diváků. Klubové barvy jsou cihlově červená, písečná, měděná, černá a bílá.
Původně šlo o farmu klubu NHL Arizona Coyotes. Klub nahradil v soutěži od ročníku 2016/17 celek Springfield Falcons. Mužstvo působilo ve stejném státě jako nadřazený klub a zařadilo se do Pacifické divize, která vznikla rok před jeho vstupem do AHL. Po sezóně 2023/24 klub Arizona Coyotes přerušil činnost a jeho hokejová aktiva byla převedena na nově vzniklý Utah Hockey Club, který působí v hlavním městě sousedního státu Salt Lake City. Roadrunners, od ročníku 2024/25 farma Utahu, zůstali v Tucsonu, spekuluje se však o jejich přesunu do města Reno v Nevadě po výstavbě tamní multifunkční arény v zábavním středisku majitele Roadrunners a bývalého majitele Coyotes Alexe Meruela.

## Úspěchy klubu
- Vítěz divize - 2x (2017/18, 2019/20)

## Umístění v jednotlivých sezonách
Stručný přehled
Zdroj:
- 2016– : American Hockey League (Pacifická divize)

Jednotlivé ročníky
Zdroj:
Legenda: Z – zápasy, V – výhry, P – porážky, PP – porážky v prodloužení či na samostatné nájezdy, VG – vstřelené góly, OG – obdržené góly, B – body
| USA / Kanada (2016 – ) |                        |        |    |    |    |    |     |     |    |        |
| Sezóny                 | Liga                   | Úroveň | Z  | V  | PP | P  | VG  | OG  | B  | Pozice |
| 2016/17                | AHL (Pacifická divize) | 2      | 68 | 29 | 8  | 31 | 187 | 237 | 66 | 6.     |
| 2017/18                | AHL (Pacifická divize) | 2      | 68 | 42 | 6  | 20 | 214 | 173 | 90 | 1.     |
| 2018/19                | AHL (Pacifická divize) | 2      | 68 | 34 | 8  | 26 | 206 | 202 | 76 | 5.     |
| 2019/20                | AHL (Pacifická divize) | 2      | 58 | 36 | 3  | 19 | 198 | 163 | 75 | 1.     |

### Play-off
| Sezona  | 1. kolo                                    | 2. kolo                                    | Finále konference                          | Finále Calder Cupu                         |
| ------- | ------------------------------------------ | ------------------------------------------ | ------------------------------------------ | ------------------------------------------ |
| 2016/17 | mužstvo se nekvalifikovalo                 | mužstvo se nekvalifikovalo                 | mužstvo se nekvalifikovalo                 | mužstvo se nekvalifikovalo                 |
| 2017/18 | postup, 3—1, San Jose                      | porážka, 1—4, Texas                        | —                                          | —                                          |
| 2018/19 | mužstvo se nekvalifikovalo                 | mužstvo se nekvalifikovalo                 | mužstvo se nekvalifikovalo                 | mužstvo se nekvalifikovalo                 |
| 2019/20 | sezona nedohrána kvůli pandemii koronaviru | sezona nedohrána kvůli pandemii koronaviru | sezona nedohrána kvůli pandemii koronaviru | sezona nedohrána kvůli pandemii koronaviru |

## Klubové rekordy

### Za sezonu
Góly: 23, Michael Bunting, Mike Sislo (2017/18) a Lane Pederson (2018/19)
Asistence: 48, Chris Mueller (2016/17)
Body: 67, Chris Mueller (2016/17)
Trestné minuty: 103, Eric Selleck (2016/17)
Čistá konta: 5, Adin Hill (2017/18)
Vychytaná vítězství: 22, Hunter Miska (2017/18)

### Celkové
Góly: 67, Michael Bunting
Asistence: 94, Michael Bunting
Body: 161, Michael Bunting
Trestné minuty: 230, Michael Bunting
Čistá konta: 10, Adin Hill
Vychytaná vítězství: 66, Adin Hill
Odehrané zápasy: 244, Michael Bunting